# Polyzonus bizonatus
Polyzonus bizonatus är en skalbaggsart som beskrevs av White 1853. Polyzonus bizonatus ingår i släktet Polyzonus och familjen långhorningar.
Artens utbredningsområde är:
- Laos.
- Burma.

Inga underarter finns listade i Catalogue of Life.